# Garland County
Das Garland County ist ein County im US-Bundesstaat Arkansas. Bei der Volkszählung im Jahr 2010 hatte das County 96.024 Einwohner und eine Bevölkerungsdichte von 54,7 Einwohnern pro Quadratkilometer. Der Verwaltungssitz (County Seat) ist Hot Springs.

## Geographie
Das County liegt westlich des geografischen Zentrums von Arkansas und hat eine Fläche von 1903 Quadratkilometern, wovon 149 Quadratkilometer Wasserflächen sind. Es grenzt an folgende Countys:
| Yell County       | Perry County      |               |
| Montgomery County |                   | Saline County |
|                   | Hot Spring County |               |

Das County wird vom Office of Management and Budget zu statistischen Zwecken als Hot Springs, AR Metropolitan Statistical Area geführt.

## Geschichte

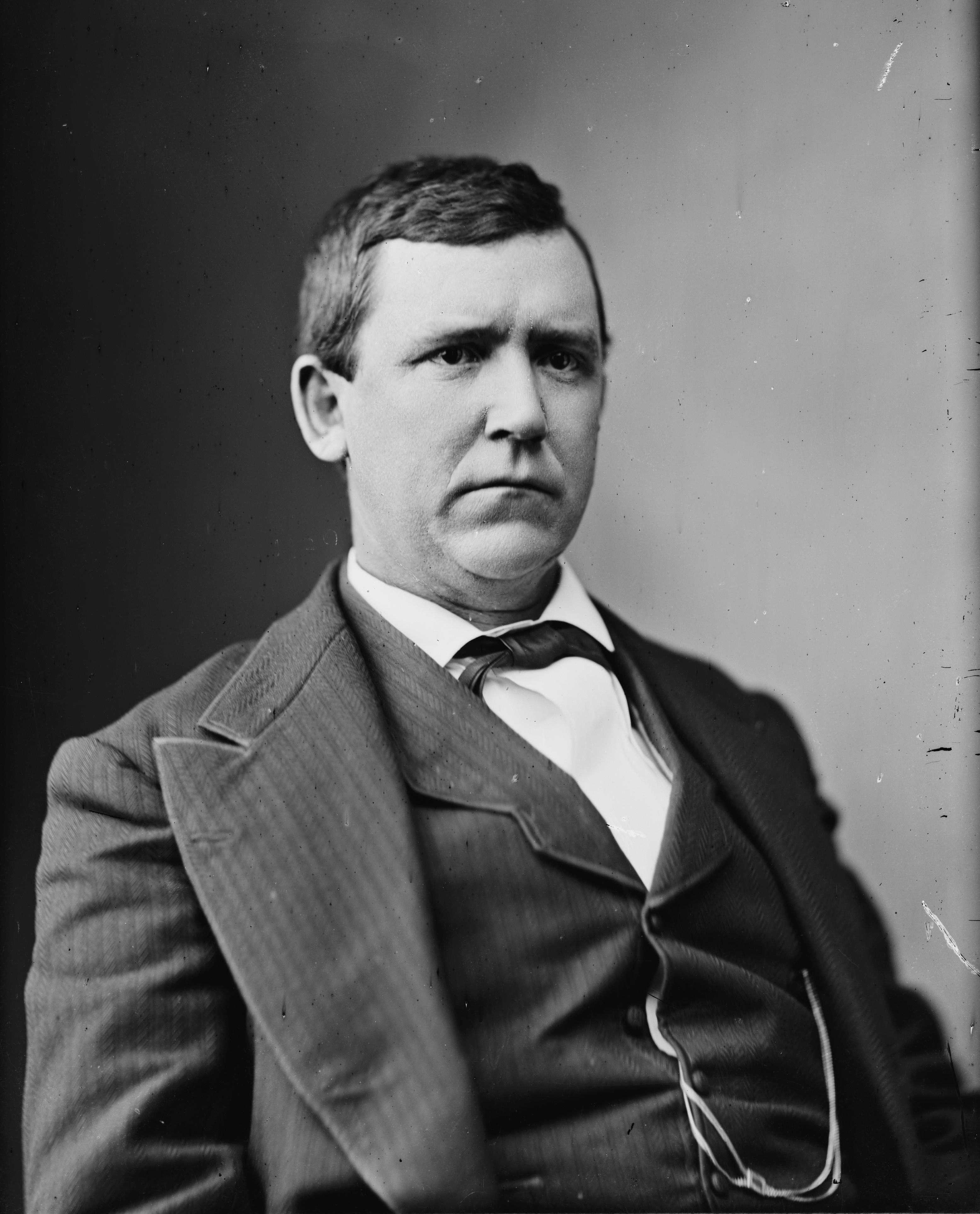
A. Garland

Das Garland County wurde am 5. April 1873 aus Teilen des Saline County gebildet. Benannt wurde es nach Augustus Hill Garland, einem Gouverneur von Arkansas, US-Senator und Generalstaatsanwalt.
Die ersten Siedler: Bereits 1807 hörte Jean Pierre Emanuel Prudhomme, der kränkliche Eigentümer einer Plantage am Red River, über das heiße Heilwasser von Indianern. Er baute die erste echte Ansiedlung bei den Quellen und lebte dort zwei Jahre. Isaac Cates und John Percival, zwei Trapper aus Alabama, schlossen sich ihm an. Cates war hauptsächlich ein Trapper, aber Percival stellte sich eine große Zukunft für das Gebiet vor und baute Blockhäuser, um sie an die steigenden Zahl von Besuchern der Quellen zu vermieten.
1828 kam Ludovicus Belding mit Frau und Kindern um die heißen Quellen zu besuchen. Nach einigen Monaten erbaute er ein kleines Hotel für die Besucher der Quellen.

## Demografische Daten
Nach der Volkszählung im Jahr 2000 lebten im Garland County 88.068 Menschen. Davon wohnten 1.861 Personen in Sammelunterkünften, die anderen Einwohner lebten in 37.813 Haushalten und 25.259 Familien. Die Bevölkerungsdichte betrug 50 Einwohner pro Quadratkilometer. Ethnisch betrachtet setzte sich die Bevölkerung zusammen aus 88,85 Prozent Weißen, 7,80 Prozent Afroamerikanern, 0,61 Prozent amerikanischen Ureinwohnern, 0,50 Prozent Asiaten, 0,03 Prozent Bewohnern aus dem pazifischen Inselraum und 0,72 Prozent aus anderen ethnischen Gruppen; 1,49 Prozent stammen von zwei oder mehr Ethnien ab. 2,56 Prozent der Bevölkerung waren spanischer oder lateinamerikanischer Abstammung, die verschiedenen der genannten Gruppen angehörten.
Von den 37.813 Haushalten hatten 25,1 Prozent Kinder oder Jugendliche im Alter unter 18 Jahre, die mit ihnen zusammen lebten. 53,2 Prozent waren verheiratete, zusammenlebende Paare, 10,1 Prozent waren allein erziehende Mütter, 33,2 Prozent waren keine Familien. 28,8 Prozent aller Haushalte waren Singlehaushalte und in 13,5 Prozent lebten Menschen im Alter von 65 Jahren oder darüber. Die Durchschnittshaushaltsgröße lag bei 2,28 und die durchschnittliche Familiengröße bei 2,78 Personen.
21,3 Prozent der Bevölkerung waren unter 18 Jahre alt, 7,3 Prozent zwischen 18 und 24, 25,2 Prozent zwischen 25 und 44, 25,1 Prozent zwischen 45 und 64 und 21,2 Prozent waren 65 Jahre oder älter. Das Durchschnittsalter betrug 42 Jahre. Auf 100 weibliche kamen statistisch 94,4 männliche Personen und auf 100 Frauen im Alter von 18 Jahren und darüber kamen durchschnittlich 90,8 Männer.
Das jährliche Durchschnittseinkommen eines Haushalts betrug 31.724 USD, das Durchschnittseinkommen der Familien 38.079 USD. Männer hatten ein Durchschnittseinkommen von 28.117 USD, Frauen 20.421 USD. Das Prokopfeinkommen betrug 18.631 USD. 10,5 Prozent der Familien und 14,6 Prozent der Einwohner lebten unterhalb der Armutsgrenze.

## Kultur und Sehenswürdigkeiten

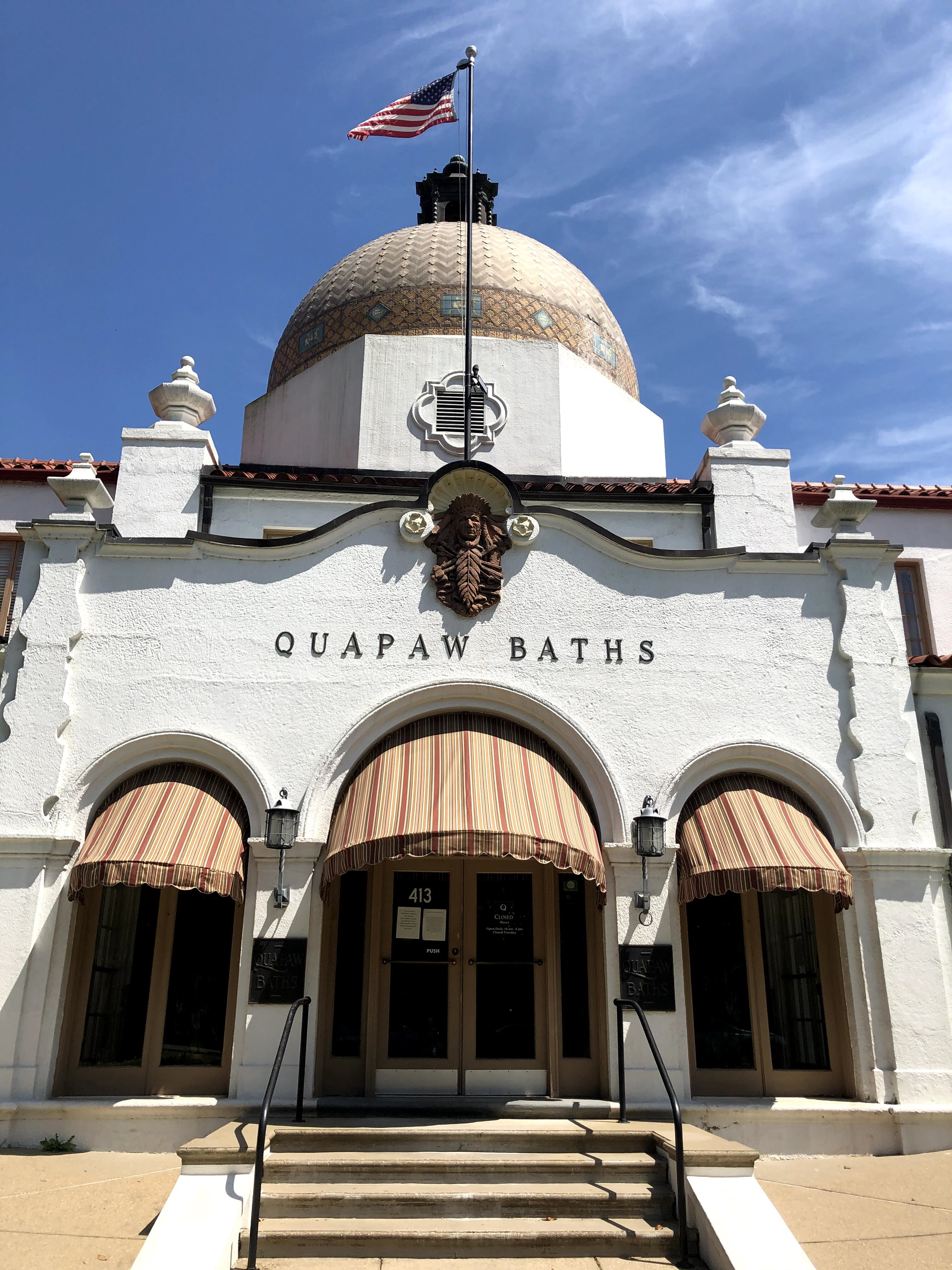
Eingang zu den Quapaw Baths in der Bathhouse Row (2020). Dieser historische Schutzbezirk ist seit Mai 1987 ein National Historic Landmark.

94 Bauwerke, Stätten und historische Bezirke (Historic Districts) des Countys sind im National Register of Historic Places („Nationales Verzeichnis historischer Orte“; NRHP) eingetragen (Stand 24. Februar 2022), darunter hat die Bathhouse Row, ein Ensemble aus Badehäusern im Hot-Springs-Nationalpark aus dem frühen 19. Jahrhundert, den Status eines National Historic Landmarks („Nationales historisches Wahrzeichen“).

## Orte im Garland County
Citys
- Hot Springs
- Mountain Pine

Towns
- Fountain Lake
- Lonsdale

Census-designated places (CDP)
- Hot Springs Village1
- Lake Hamilton
- Piney
- Rockwell

1 – teilweise im Saline County

Unincorporated Communitys
- Buckville
- Jessieville
- Ozark Lithia
- Pearcy
- Royal
- Shorewood Hills
- Sunshine

Weitere Orte
- Avant
- Bear
- Blakely
- Blue Springs
- Chandler
- Crystal Springs
- Crystal Springs Landing
- Euclid Heights
- Hamilton
- Hempwallace
- Lake Catherine
- Lofton
- Maddox
- Meyers
- Mount Tabor
- Mountain Valley
- Old Bonnerdale
- Oma
- Pettyview
- Pleasant Hill
- Price
- Red Oak

Townships
- Hale Township
- Hot Springs Township
- Lake Hamilton Township
- Whittington Township